# Розенштраух, Иоганн-Амвросий
Иоганн-Амвросий Розенштраух (1 апреля (24 июня?) 1768, Бреслау, провинция Силезия, Пруссия — 1835, Харьков, Российская империя) — актёр, купец и лютеранский пастор немецкого происхождения; мемуарист. Отец предпринимателя и общественного деятеля, консула Пруссии в Москве Вильгельма Розенштрауха (1792—1870). 

## Биография
Иоганн-Амвросий Розенштраух родился в 1768 году в Бреслау в бюргерской семье. В юности он был фельдшером. В 1788 году женился в Брилоне на Сузанне Барбаре Антонетте Хампе, семья которой в 1710—1852 годах владела кассельской типографией. В том же году начал вести дневник. «Он никогда не распространялся о своём происхождении, не называл он и своё настоящее имя. Непреодолимая тяга к сцене, возможно, наряду с несчастливыми семейными обстоятельствами, привели его в театр» — писал о нём Христиан Неттельбладт в 1837 году.
Став актёром, с 1790 года Розенштраух играл вместе с женой на сценах разных городов Германии, выступая в ролях «стариков, крестьян, трактирщиков и солдат». В 1790—1791 состоял в труппе антрепренёра Карла Фридриха Мюллера, выступавшей в вестфальских городах Оснабрюк, Мюнстер и Бад-Нендорф. В апреле 1792 года вместе с труппой Рейнберга и Шёппленберга выступал в Дюссельдорфе, затем отправился в Голландию. Там у него родился сын Карл Вильгельм, крёстным отцом которого стал граф Хайден-Хомпеш.
С августа 1794 года был на ролях второго плана в труппе Теодора Хасслоха, игравшей поочерёдно в Касселе и Майнце (в 1797 году театр получил в Касселе статус придворного). В том же году в реформатской церкви Касселя была крещена его дочь Елизавета Каролина.
В 1801—1804 годах жил в Мекленбурге. В 1804 году поступил на службу в петербургский Немецкий театр. В 1809 году оставил сцену и занялся торговлей. В 1811 году переехал в Москву, где стал свидетелем оккупации города французской армией.
Владел в Москве магазином на Кузнецком Мосту, неоднократно упоминавшимся в русской литературе (в частности, в романе Ивана Тургенева «Накануне»). Находился он в доме камергера Григория Александровича Демидова (впоследствии — дом Захарьина).
Будучи видным франкмасоном, был знаком с императором Александром I. Возглавлял московскую ложу «Александра тройственного благословения», работавшую по Исправленному шотландскому уставу, в которую также входил его сын Вильгельм.
Из католичества обратился в протестантизм. С января по сентябрь 1820 года Розенштраух был членом приходского совета лютеранской «старой кирхи» Святого Михаила в Лефортово (снесена в 1928 году). В 1820 году покинул Москву, чтобы отправиться служить лютеранским пастором у немецких колонистов в Новороссии (ныне Украина).
Оставил мемуары под названием «Исторические происшествия в Москве 1812 года во время присутствия в сем городе неприятеля» (рукопись датирована 1835 годом), а также воспоминания о своей пастырской работе с умирающими и духовные наставления в виде писем.
Иоганн-Амвросий Розенштраух скончался в 1835 году.